# Lake Hāwea

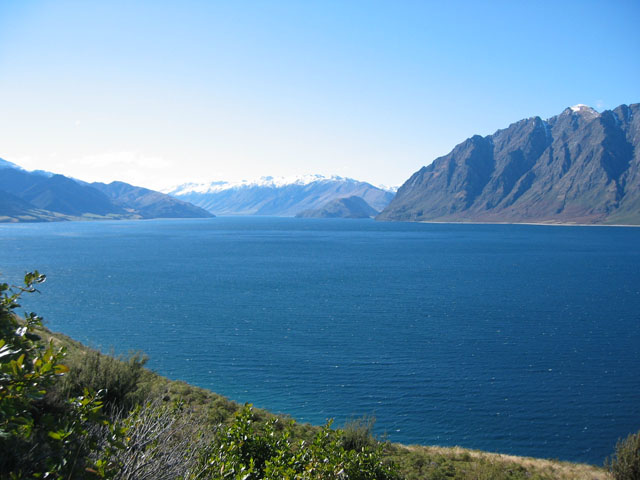
Lake Hāwea, 2006

Lake Hāwea är en sjö i regionen Otago på Sydön i Nya Zeeland. Den täcker en yta på ungefär 141 km² och är belägen 348 meter över havet. Maxdjupet mäter 392 meter. Namnet på sjön är maori och tros syfta på en lokal stam men den exakta betydelsen är oklar. 
Som längst är sjön 35 kilometer lång. Den ligger i en u-dal bildad under den senaste istiden. Lake Wanaka är belägen i en parallell u-dal åtta kilometer västerut, som närmast skiljer bara en kilometer sjöarna åt. Inflödet till Lake Hāwea är floden Hunter River. Vid sjöns södra strand finns en mindre by, Hāwea. 
1958 höjdes vattennivån för hand med cirka 20 meter för att öka kapaciteten för vattenkraft.
Lake Hāwea är ett populärt resmål och olika aktiviteter som exempelvis simning och fiske är vanligt förekommande. De intilliggande bergen och forsarna används också för diverse sporter.  
Området har spelat en viktig roll i historien. På 1830-talet varnade maorier bosatta i Hāwea invånare bosatta på Sydöns östkust för ett planerat anfall av krigaren Te Puoho. 

## Galleri

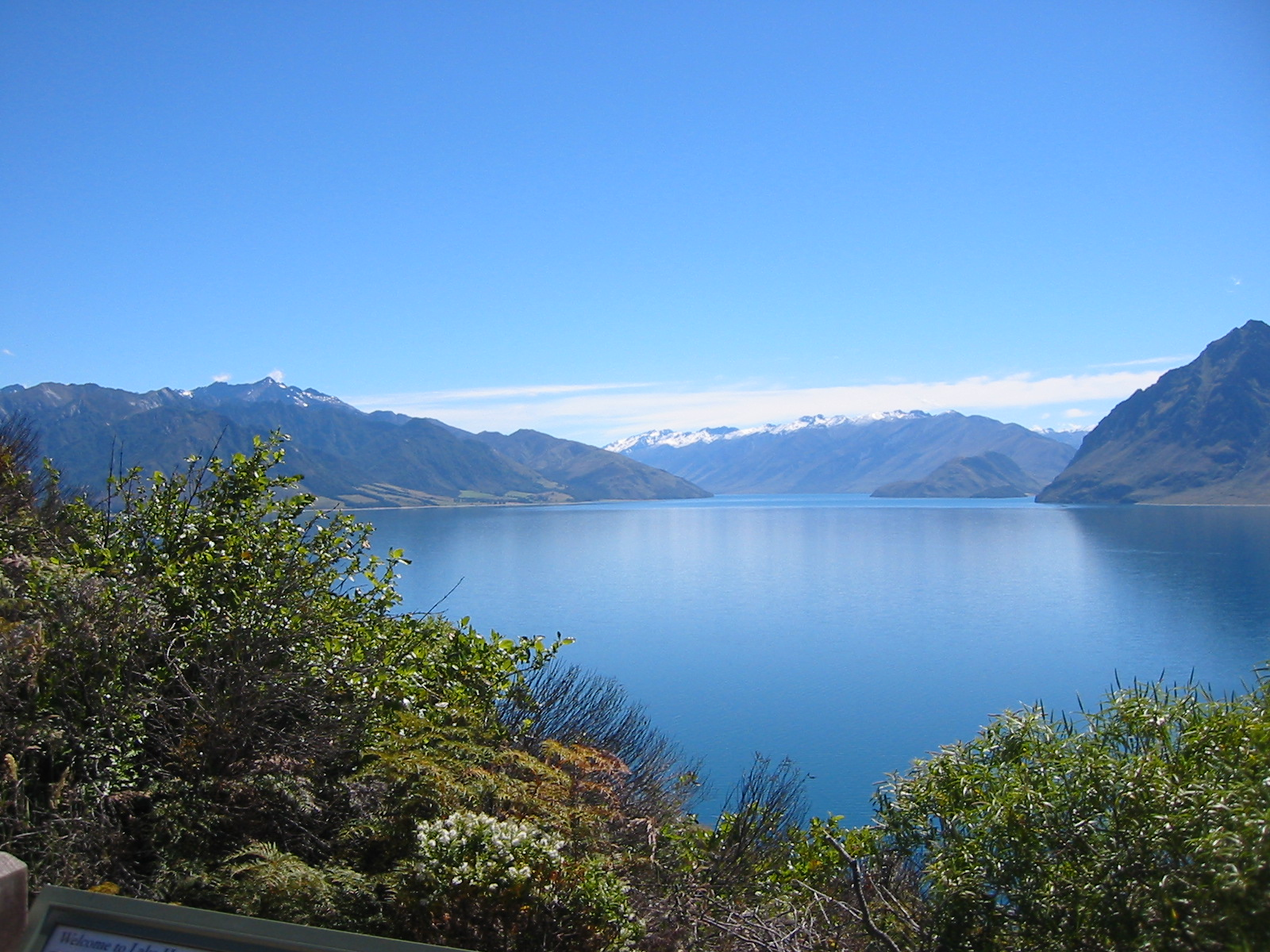
2003
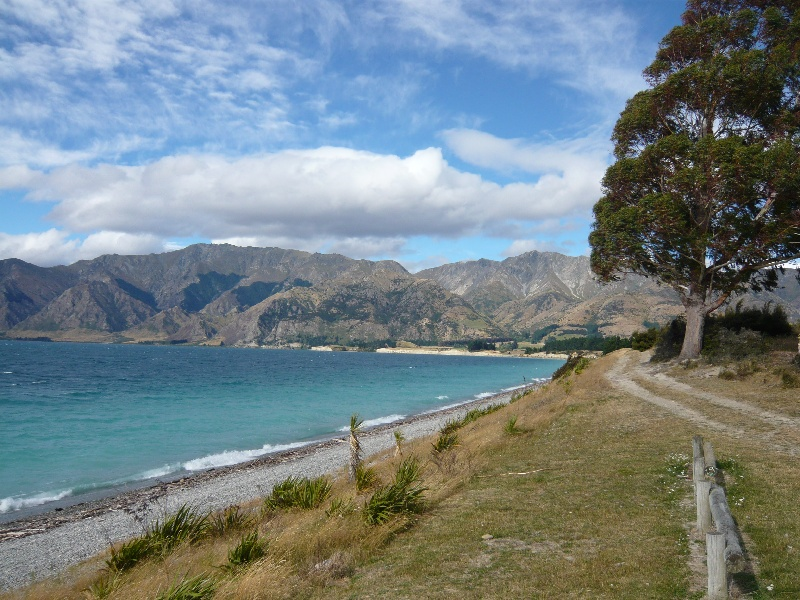
2009
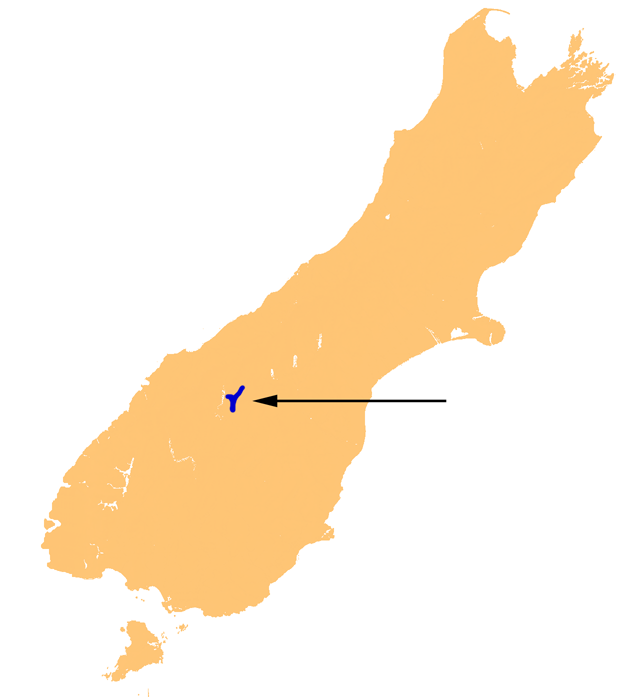
Lake Hāweas läge i Nya Zeeland